# Marcel Guitard
Marcel Guitard, né le 27 août 1929 à Le Palais-sur-Vienne (Haute-Vienne) et mort le 7 décembre 1994 à Panazol (Haute-Vienne), est un coureur cycliste français, professionnel de 1953 à 1957.

## Palmarès
- 1950
  - Grand Prix d'Oradour-sur-Vayres
- 1953
  - 6e du Paris-Nice
- 1956
  - 2e de Périgueux-Brive-Limoges
  - 3e des Boucles de la Gartempe
- 1957
  - 2eb étape du Tour de l'Oise

## Résultats sur les grands tours

### Tour de France
2 participations
- 1954 : 53e
- 1956 : 79e